# Борски, Йоханна
Йоханна Борски (нидерл. Johanna Borski; 26 августа 1764, Амстердам, Нидерланды — 12 апреля 1846, там же) — нидерландская банкирша.

## Биография
Она родилась в Амстердаме в семье торговца льном Йоханнеса ван де Вельде и Бруны Якобы Схаутен. Вышла замуж за банкира Виллема Борски (1765—1814) 19 декабря 1790 года, и вместе с ним переехали в дом № 566 на Кейзерсграхт, который приобрели в 1809 году. У них было пятеро дочерей и трое сыновей. Лето супруги проводили в своем имении Элсваут в Овервене, которое они купили в 1805 году. В то время имение включало ресторан и гостиницу Крантье Лек.
Во время своего замужества помогала мужу, который стал преуспевающим бизнесменом. Он плодотворно сотрудничал с банкирским домом «Хоуп и компания». Заключил ряд успешных сделок на бирже Амстердама. В 1812 году стал вторым богатейшим человеком в Амстердаме. Когда в 1814 году он внезапно умер, Йоханна продолжила его дело, переименованное в банкирский дом «Вдова Виллема Борски». В работе ей помогал компаньон покойного мужа Йоханнес Бернардус Стоп. Её самой успешной сделкой стала поддержка Нидерландского банка в 1816 году. В 1830 году она спасла другой банк, Нидерландское торговое общество, сумев кредитовать Вильгельма I, короля Нидерландов. В 1832 году Стоп перешёл на работу в банкирский дом «Хоуп и компания», а её сын Виллем Борски Второй (1799—1881) занял место своего отца. В 1884 году банкирский дом был переименован в «Ван Лон и компания».
В своём имении в Овервене Борски принимали императора Наполеона и императрицу Марию Луизу. Хотя главный дом уже был построен Якобом ван Кампеном, Борски предпочитали жить в сторожке. Её внук Виллем Борски Третий в 1882 году снёс его, чтобы на этом месте построить современный дворец, однако стройка осталась не законченной.
Йоханна Борски умерла в Амстердаме и была похоронена в Новой церкви.